# Gemeindeparlament
In einem Teil der politischen Gemeinden der Schweiz wirkt als legislative Behörde ein Gemeindeparlament, in den anderen Gemeinden nimmt die Gemeindeversammlung, an der alle stimmberechtigten Einwohner teilnehmen können, diese Funktion wahr.
Aufgrund des föderalistischen Systems der Schweiz sind Form, Funktion, Arbeitsweise, Amtsdauer und rechtliche Grundlage der Gemeindeparlamente von Kanton zu Kanton verschieden. Die Anzahl der Sitze variiert zwischen 9 und 125; die allermeisten dieser Parlamente werden im Proporzverfahren gewählt, einige wenige im Majorzverfahren. Die Befugnisse der Gemeindeparlamente werden durch kantonale Gesetze und die kommunalen Gemeindeordnungen (Gemeindeverfassungen) geregelt.
Während in der Deutschschweiz Gemeindeparlamente hauptsächlich in einwohnerstarken Gemeinden vorkommen und damit die grosse Mehrheit der Gemeinden die Gemeindeversammlung kennen (selbst solche mit deutlich mehr als 10'000 Einwohnern), kommen Gemeindeparlamente in der lateinischen Schweiz bedeutend häufiger vor. In den Kantonen Genf und Neuenburg sind sie sogar für alle Gemeinden zwingend vorgeschrieben. Etwas mehr als ein Drittel aller Gemeindeparlamente in der Schweiz entfallen auf den Kanton Waadt.

## Aufgaben
Die Aufgaben und Kompetenzen der Gemeindeparlamente variieren je nach Kanton stark. Sie haben zumeist abschliessende Kompetenz in Budgetfragen und bei grundlegenden Gemeindeerlassen. Überdies können die Mitglieder der meisten Räte über Motionen, Interpellationen und kleine Anfragen der Exekutive Aufgaben erteilen, die Ausarbeitung von Gemeindeerlassen anregen, den Steuerfuss festlegen, Sachverhalte erfragen oder über Einbürgerungen entscheiden. Schliesslich übernehmen sie die Kontrolle der Exekutive und sind Wahlgremium für verschiedene Gemeindeämter.
In fast allen Gemeinden unterstehen Beschlüsse über grundlegende Gemeindeerlasse dem fakultativen Referendum. Änderungen der Gemeindeordnung (Gemeindeverfassung) bedürfen meist einer obligatorischen Volksabstimmung, mancherorts ebenso Beschlüsse über Ausgaben ab einer gewissen Höhe und das jährliche Gemeindebudget.

## Bezeichnungen
Je nach Kanton tragen die Gemeindeparlamente unterschiedliche Bezeichnungen. In einigen Fällen gibt es sogar innerhalb eines Kantons keine einheitliche Regelung, je nachdem wie viel Spielraum die kantonale Gesetzgebung den Gemeinden lässt. In der Deutschschweiz sind beispielsweise «Einwohnerrat», «Gemeinderat», «Grosser Gemeinderat», «Generalrat», «Stadtparlament» und «Stadtrat» geläufig, in der Romandie «Conseil communal», «Conseil général» oder «Conseil municipal», in der italienischen Schweiz «Consiglio comunale».
In der Politikwissenschaft ist der Sammelbegriff «Gemeindeparlament» üblich. Dieser ist, insbesondere auch aus internationaler Perspektive, durchaus zutreffend, da im föderalistischen System der Schweiz auch auf kommunaler Ebene Regulierungs- und Aufsichtsaufgaben anfallen. Somit haben die Gemeindeparlamente keine rein konsultative oder informative Funktion wie in anderen Ländern.

## Historische Entwicklung
In einem Teil der Gemeinden sind Gemeindeversammlungen das oberste Organ einer politischen Gemeinde und verkörpern mit ihren Entscheidungskompetenzen eine sehr weitreichende Form der direkten Demokratie sowie der kommunalen Selbstverwaltung. Sie entwickelten sich seit dem Hochmittelalter allmählich zu ihren heutigen, zum Teil unterschiedlich ausgestalteten Formen. Dem gegenüber stehen andere Gemeinden, in welchen ein Gemeindeparlament die Gemeindeversammlung ersetzt (oder in ganz wenigen Fällen ergänzt). In der Demokratietheorie sind Gemeindeversammlungen dem radikal-demokratischen Modell zuzuordnen, Gemeindeparlamenten hingegen dem liberal-repräsentativen Modell. Bei ersterem beteiligen sich die Bürger direkt an den politischen Entscheidungen, wobei ganz im Sinne von Jean-Jacques Rousseau ein gewisses Misstrauen gegenüber der Delegation von Macht an Repräsentanten besteht. Das letztere basiert auf Staatsphilosophen wie John Locke, Charles Montesquieu und John Stuart Mill, die postulieren, dass die Delegation von Macht an Repräsentanten die Tyrannei der von Eigeninteressen geleiteten Mehrheit verhindern soll. Während in der Deutschschweiz eher das radikal-demokratische Modell bevorzugt wird, besteht in der lateinischen Schweiz eine Tendenz zum liberal-repräsentativen Modell. Allerdings kommen beide Modelle nirgends in ihrer Reinform vor, sondern integrieren Aspekte der jeweils anderen Richtung.
Während sich das Versammlungssystem vor allem in den Landgemeinden entwickelte, entstanden in den Städten komplexe organisatorische Formen. Diese umfassten zumeist einen Kleinen Rat mit umfassenden Machtbefugnissen sowie einen Grossen Rat mit überwiegend beratender Funktion. Demokratisch repräsentativ waren diese Institutionen jedoch nicht, zumal das Wahlrecht stark eingeschränkt war und es praktisch keine Gewaltenteilung gab. Die moderne politische Gemeinde ist ein Produkt der Helvetischen Republik (1798–1803) und brachte die Gleichstellung aller Bürger. Während der Restauration kehrten die Städte wieder zu ihren früheren Organisationsformen zurück, auch wenn der Grad der demokratischen Repräsentation nun durchwegs höher war.
In den Deutschschweizer Städten bestanden neben dem Repräsentativorgan auch Gemeindeversammlungen mit Sachentscheidungskompetenzen. Die revidierte Bundesverfassung von 1874 garantierte das allgemeine Stimmrecht auf kommunaler Ebene. Daraufhin setzte sich im letzten Viertel des 19. Jahrhunderts die Trennung von Repräsentativorganen (Legislative) und Vollzugsbehörden (Exekutive) durch. In der Folge begannen die Städte ihre seit knapp einem Jahrhundert bestehenden Gemeindeversammlungen durch Parlamente zu ersetzen, wobei dieser Prozess zum Teil bis heute anhält. In den französisch- und italienischsprachigen Kantonen hingegen besann man sich bereits seit der Zeit der Regeneration wieder auf die Errungenschaften der Helvetischen Republik und führte Gemeindeparlamente nicht nur bedeutend früher, sondern auch viel häufiger ein.
Einen grossen Zuwachs an neuen Gemeindeparlamenten gab es in den 1970er Jahren in der Deutschschweiz. Gründe dafür waren einerseits das Frauenstimmrecht und damit die Verdoppelung der Wählerschaft, andererseits auch eine gewisse Unzufriedenheit mit interessenspezifischen Mobilisierungen und Einflussnahmen in den Gemeindeversammlungen, die damals schon oft schwach besucht waren. Eine Schweizer Besonderheit bleibt, dass trotz Parlamenten kein parlamentarisches System herrscht, in dem der Gemeindepräsident und die übrigen Mitglieder des Gemeinderats von der Parlamentsmehrheit gestellt werden. Stattdessen wird die Exekutive in einer eigenen Wahl und unabhängig von den politischen Kräfteverhältnissen im Parlament bestimmt. Lediglich vereinzelte Gemeinden im Kanton Neuenburg praktizieren die Wahl der Exekutive durch das Parlament.

## Übersicht
Am 1. Januar 2023 gab es in der Schweiz insgesamt 461 Gemeindeparlamente, das heisst in etwa einem Fünftel aller Gemeinden. Je nach Kanton sind unterschiedliche Bezeichnungen üblich.
| Kanton                 | Gemeinde- parlamente | Bezeichnungen |
| ---------------------- | -------------------- | --- |
| Aargau                 | 010                  | Einwohnerrat |
| Appenzell Ausserrhoden | 001                  | Einwohnerrat |
| Basel-Landschaft       | 005                  | Einwohnerrat |
| Basel-Stadt            | 002                  | Grosser Rat, Einwohnerrat |
| Bern                   | 023                  | deutsch: Gemeindeparlament, Grosser Gemeinderat, Stadtrat französisch: Conseil général, Conseil de ville                                                          |
| Freiburg               | 027                  | französisch: Conseil général deutsch: Generalrat |
| Genf                   | 045                  | Conseil municipal |
| Graubünden             | 017                  | deutsch: Gemeindeparlament, Gemeinderat, Grosser Landrat, Parlament italienisch: Consiglio comunale, Giunta comunale romanisch: Cussegl da vischnaunca, Parlament |
| Jura                   | 005                  | Conseil général, Conseil de ville |
| Luzern                 | 005                  | Grosser Stadtrat, Einwohnerrat |
| Neuenburg              | 027                  | Conseil général |
| Schaffhausen           | 005                  | Einwohnerrat, Grosser Stadtrat |
| Solothurn              | 001                  | Gemeindeparlament |
| St. Gallen             | 003                  | Stadtparlament |
| Tessin                 | 095                  | Consiglio comunale |
| Thurgau                | 004                  | Gemeinderat, Stadtparlament |
| Waadt                  | 162                  | Conseil communal |
| Wallis                 | 011                  | Conseil général |
| Zug                    | 001                  | Grosser Gemeinderat |
| Zürich                 | 013                  | Gemeindeparlament, Gemeinderat, Grosser Gemeinderat, Stadtparlament                                                                                               |

## Situation in den einzelnen Kantonen

### Aargau
| Gemeinde       | Sitze |
| -------------- | ----- |
| Aarau          | 50    |
| Baden          | 50    |
| Brugg          | 50    |
| Buchs          | 40    |
| Lenzburg       | 40    |
| Obersiggenthal | 40    |
| Wettingen      | 50    |
| Windisch       | 40    |
| Wohlen         | 40    |
| Zofingen       | 40    |

Sämtliche Gemeindeparlamente im Kanton Aargau tragen die einheitliche Bezeichnung «Einwohnerrat». Deren rechtliche Grundlage ist das «Gesetz über die Einwohnergemeinden» vom 19. Dezember 1978, insbesondere Kapitel 2.3 («Die Organisation mit Einwohnerrat») mit den Paragrafen 52 bis 71. Gemäss § 65 muss ein Einwohnerrat mindestens 30 und höchstens 80 Mitglieder umfassen. In der Praxis hat sich jedoch eine Grösse von 40 oder 50 Mitgliedern durchgesetzt. Gewählt werden die Einwohnerräte gleich wie der Grosse Rat, also alle vier Jahre nach dem Proporzverfahren.
Im Gemeindestrukturbericht von 2013 vertritt der Regierungsrat die Auffassung, dass ein Einwohnerrat für Gemeinden ab 10'000 Einwohnern sinnvoll sei. Von den aktuell zwölf Gemeinden über dieser Schwelle (Stand: 2017) sind fünf mit Gemeindeversammlung organisiert, während drei Gemeinden unter 10'000 Einwohnern den Einwohnerrat eingeführt haben.
Die Einführung von Parlamenten war erst mit dem «Gesetz über die ausserordentliche Gemeindeorganisation» von 1963 möglich geworden, zuvor gab es auch in grösseren Gemeinden ausschliesslich Gemeindeversammlungen. Erschwerend kam damals der Umstand hinzu, dass mindestens die Hälfte der Stimmberechtigten anwesend sein musste, damit die Versammlungen überhaupt beschlussfähig waren. 1966 führten fünf Gemeinden den Einwohnerrat ein, bis 1974 folgten zehn weitere. Seither sind keine neuen Einwohnerräte mehr geschaffen worden. Hingegen haben fünf Gemeinden ihren Rat wieder abgeschafft und sind zur Gemeindeversammlung zurückgekehrt: Aarburg (1972–1989), Neuenhof (1966–1997), Oftringen (1974–1989), Spreitenbach (1974–1985) und Suhr (1974–1981). Versuche zur (Wieder-)Einführung scheiterten zuletzt 2014 in Rheinfelden und 2015 in Oftringen.

### Appenzell Ausserrhoden
| Gemeinde | Sitze |
| -------- | ----- |
| Herisau  | 31    |

Im Kanton Appenzell Ausserrhoden ermöglicht Artikel 13 des Gemeindegesetzes vom 7. Juni 1998 die Einführung eines Gemeindeparlaments. Von dieser Möglichkeit Gebrauch gemacht hat bisher einzig der Kantonshauptort Herisau, wo das Parlament als «Einwohnerrat» bezeichnet wird.

### Basel-Landschaft
| Gemeinde  | Sitze |
| --------- | ----- |
| Allschwil | 40    |
| Binningen | 40    |
| Liestal   | 40    |
| Pratteln  | 40    |
| Reinach   | 40    |

Die Gemeindeparlamente im Kanton Basel-Landschaft werden durch das «Gesetz über die Organisation und die Verwaltung der Gemeinden» vom 28. Mai 1970 geregelt. Kapitel 3.3.2 mit den Paragrafen 112 bis 132 beschreibt die «ausserordentliche Gemeindeorganisation» mit einem Parlament anstelle einer Gemeindeversammlung. Parlamente gibt es in fünf Gemeinden und heissen einheitlich «Einwohnerrat». § 113 überlässt es zwar den Gemeindeordnungen, die Grösse der Parlamente zu bestimmen, doch besitzen sie alle 40 Mitglieder.
1972 führten die sechs Gemeinden Allschwil, Binningen, Liestal, Münchenstein, Pratteln und Reinach den Einwohnerrat ein. Vier Jahre später zog Birsfelden nach. Allerdings haben Münchenstein und Birsfelden ihren Einwohnerrat 1980 bzw. 1992 wieder abgeschafft. Bis heute kein Gemeindeparlament hat Muttenz, wo dessen Einführung bisher fünfmal gescheitert ist (zuletzt 2018).

### Basel-Stadt
| Gemeinde | Sitze | Bezeichnung  |
| -------- | ----- | ------------ |
| Basel    | 100   | Grosser Rat  |
| Riehen   | 40    | Einwohnerrat |

Einen Sonderfall stellt der Kanton Basel-Stadt dar. Gemäss § 57 der Kantonsverfassung besorgt der Kanton auch die Geschäfte der Einwohnergemeinde Basel. Somit ist das Kantonsparlament, der Grosse Rat, gleichzeitig das Basler Stadtparlament. Dies hat zur Folge, dass die Abgeordneten aus Riehen und Bettingen auch über Belange mitentscheiden, die ausschliesslich Basel betreffen. Bis 1875 besass Basel ein eigenes Stadtparlament. Die Verfassung von 1875 und das Gemeindegesetz von 1876 gestanden Riehen und Bettingen eigene Gemeindeversammlungen zu. 1924 führte Riehen anstelle der Gemeindeversammlung ein Parlament ein, «Weiterer Gemeinderat» genannt. Mit dem neuen Gemeindegesetz vom 17. Oktober 1984 erhielt er die heutige Bezeichnung «Einwohnerrat».

### Bern
| Gemeinde       | Sitze | Bezeichnung                                     |
| -------------- | ----- | ----------------------------------------------- |
| Bern           | 80    | Stadtrat                                        |
| Biel/Bienne    | 60    | deutsch: Stadtrat französisch: Conseil de ville |
| Burgdorf       | 40    | Stadtrat                                        |
| Interlaken     | 30    | Grosser Gemeinderat                             |
| Köniz          | 40    | Gemeindeparlament                               |
| La Neuveville  | 35    | Conseil général                                 |
| Langenthal     | 40    | Stadtrat                                        |
| Langnau i. E.  | 40    | Grosser Gemeinderat                             |
| Lyss           | 40    | Grosser Gemeinderat                             |
| Moutier        | 41    | Conseil de ville                                |
| Münchenbuchsee | 40    | Grosser Gemeinderat                             |
| Münsingen      | 30    | Gemeindeparlament                               |
| Muri bei Bern  | 40    | Grosser Gemeinderat                             |
| Nidau          | 30    | Stadtrat                                        |
| Ostermundigen  | 40    | Grosser Gemeinderat                             |
| Spiez          | 36    | Grosser Gemeinderat                             |
| Steffisburg    | 34    | Grosser Gemeinderat                             |
| Saint-Imier    | 30    | Conseil de ville                                |
| Thun           | 40    | Stadtrat                                        |
| Tramelan       | 37    | Conseil général                                 |
| Valbirse       | 30    | Conseil général                                 |
| Worb           | 40    | Grosser Gemeinderat                             |
| Zollikofen     | 40    | Grosser Gemeinderat                             |

Der Kanton Bern gewährt den Gemeinden relativ grossen Spielraum bei der rechtlichen Ausgestaltung ihrer Parlamente. Im Gemeindegesetz vom 16. März 1998 legt Artikel 24 lediglich fest, dass ein Parlament mindestens 30 Mitglieder zählen muss. Ansonsten können im Organisationsreglement Zuständigkeit, Mitgliederzahl und Amtsdauer frei bestimmt werden. Knapp die Hälfte der Parlamentsgemeinden (11 von 23) hat sich für 40 Mitglieder entschieden. Eine Besonderheit ist das Parlament von Spiez: Hier schreibt die Gemeindeordnung vor, dass die Ortsteile Einigen, Hondrich, Faulensee und Spiezwiler jeweils Anspruch auf eine Mindestvertretung von zwei Sitzen haben.
Die Bezeichnung ist von Ort zu Ort ebenfalls unterschiedlich. Auf Deutsch heissen sie «Gemeindeparlament», «Grosser Gemeinderat» oder «Stadtrat», auf Französisch entweder «Conseil général» (Generalrat) oder «Conseil de ville» (Stadtrat). Im Vergleich zu anderen Deutschschweizer Kantonen sind Gemeindeparlamente im Kanton Bern relativ häufig. Aktuell (2019) sind Belp und Ittigen die einzigen Gemeinden mit mehr als 10'000 Einwohnern, die weiterhin Gemeindeversammlungen durchführen. Hingegen gibt es unterhalb dieser Schwelle acht Parlamentsgemeinden, davon fünf im Berner Jura.

### Freiburg
| Gemeinde           | Sitze | Bezeichnung                                      |
| ------------------ | ----- | ------------------------------------------------ |
| Attalens           | 30    | Conseil général                                  |
| Avry               | 30    | Conseil général                                  |
| Belfaux            | 30    | Conseil général                                  |
| Belmont-Broye      | 60    | Conseil général                                  |
| Bulle              | 50    | Conseil général                                  |
| Châtel-Saint-Denis | 50    | Conseil général                                  |
| Cheyres-Châbles    | 30    | Conseil général                                  |
| Courtepin          | 50    | Conseil général                                  |
| Cugy               | 30    | Conseil général                                  |
| Düdingen           | 50    | Generalrat                                       |
| Estavayer          | 60    | Conseil général                                  |
| Freiburg           | 80    | französisch: Conseil général deutsch: Generalrat |
| Gibloux            | 50    | Conseil général                                  |
| Grolley            | 30    | Conseil général                                  |
| Marly              | 50    | Conseil général                                  |
| Montagny           | 30    | Conseil général                                  |
| Murten             | 50    | Generalrat                                       |
| Neyruz             | 50    | Conseil général                                  |
| Prez               | 30    | Conseil général                                  |
| Riaz               | 30    | Conseil général                                  |
| Romont             | 50    | Conseil général                                  |
| Rue                | 30    | Conseil général                                  |
| Siviriez           | 30    | Conseil général                                  |
| Val-de-Charmey     | 30    | Conseil général                                  |
| Villars-sur-Glâne  | 50    | Conseil général                                  |
| Vuadens            | 30    | Conseil général                                  |
| Wünnewil-Flamatt   | 50    | Generalrat                                       |

Im Kanton Freiburg befasst sich das «Gesetz über die Gemeinden» vom 25. September 1980 ausführlich mit der Organisation der Gemeindeparlamente, namentlich Kapitel 2.3 mit den Artikeln 25 bis 53. Die Parlamente werden auf Deutsch «Generalrat» und auf Französisch «Conseil général» genannt. Artikel 25 schreibt vor, dass die Gemeinden Bulle, Châtel-Saint-Denis, Estavayer, Freiburg, Marly, Murten, Romont und Villars-sur-Glâne zwingend einen Generalrat haben müssen. Gemäss Artikel 26 steht es allen anderen Gemeinden mit mehr als 600 Einwohnern frei, die Gemeindeversammlung durch einen Generalrat zu ersetzen. Generalräte können zwischen 30 und 80 Mitglieder zählen (Artikel 27), die Amtsdauer beträgt fünf Jahre (Artikel 29).
Eine Sonderregelung kennt die Gemeinde Belmont-Broye, die 2016 durch Fusion mehrerer kleiner Gemeinden entstanden ist. Um eine angemessene Vertretung der einzelnen Orte zu gewährleisten, schreibt die Gemeindeordnung folgende Aufteilung der Sitze vor: Auf Domdidier entfallen 30 Sitze, auf Dompierre 14 Sitze, auf Léchelles 12 Sitze und auf Russy 4 Sitze.
Tendenziell kommen Generalräte im französischsprachigen Teil des Kantons häufiger vor. Dort gibt es mittlerweile keine Gemeinde über 5000 Einwohner, die noch eine Gemeindeversammlung hat (im deutschsprachigen Teil über 8000 Einwohner), ebenso haben sich mehrere Gemeinden mit zum Teil deutlich weniger Einwohnern für die Einführung des Generalrats entschieden. Die deutschsprachigen Gemeinden Wünnewil-Flamatt und Düdingen hatten den Generalrat vorübergehend abgeschafft, diesen aber 2010 bzw. 2015 wieder eingeführt.

### Genf
Im Kanton Genf regelt das Gemeindeverwaltungsgesetz vom 13. April 1984 (Loi sur l’administration des communes) die Rechte und Pflichten der Gemeinden. Artikel 3 schreibt für alle Gemeinden zwingend einen «Conseil municipal» (Munizipalrat) vor, Gemeindeversammlungen gibt es keine. Artikel 5 legt verbindlich fest, über wie viele Sitze ein Munizipalrat verfügt. In den kleinsten Gemeinden unter 600 Einwohnern sind dies 9 Sitze. Es folgen Gemeinden mit 11, 13, 15 Sitzen usw. bis hin zu Gemeinden mit 37 Sitzen bei mehr 30'000 Einwohnern. Abweichend von diesem System zählt der Generalrat der Kantonshauptstadt Genf 80 Sitze. Vor jeder Wahl bestimmt der Staatsrat basierend auf den aktuellen Einwohnerzahlen die Sitzzahl (Artikel 6).
| Gemeinde        | Sitze |
| --------------- | ----- |
| Aire-la-Ville   | 11    |
| Anières         | 17    |
| Avully          | 15    |
| Avusy           | 13    |
| Bardonnex       | 17    |
| Bellevue        | 19    |
| Bernex          | 23    |
| Carouge         | 31    |
| Cartigny        | 13    |
| Céligny         | 11    |
| Chancy          | 13    |
| Chêne-Bougeries | 25    |
| Chêne-Bourg     | 23    |
| Choulex         | 13    |
| Collex-Bossy    | 15    |

| Gemeinde           | Sitze |
| ------------------ | ----- |
| Collonge-Bellerive | 21    |
| Cologny            | 19    |
| Confignon          | 19    |
| Corsier            | 15    |
| Dardagny           | 13    |
| Genf               | 80    |
| Genthod            | 17    |
| Gy                 | 09    |
| Hermance           | 13    |
| Jussy              | 13    |
| Laconnex           | 11    |
| Lancy              | 35    |
| Le Grand-Saconnex  | 25    |
| Meinier            | 15    |
| Meyrin             | 33    |

| Gemeinde        | Sitze |
| --------------- | ----- |
| Onex            | 29    |
| Perly-Certoux   | 17    |
| Plan-les-Ouates | 25    |
| Pregny-Chambésy | 19    |
| Presinge        | 11    |
| Puplinge        | 17    |
| Russin          | 09    |
| Satigny         | 19    |
| Soral           | 11    |
| Thônex          | 27    |
| Troinex         | 17    |
| Vandœuvres      | 17    |
| Vernier         | 37    |
| Versoix         | 27    |
| Veyrier         | 25    |

### Graubünden
| Gemeinde        | Sitze | Bezeichnung            |
| --------------- | ----- | ---------------------- |
| Arosa           | 14    | Gemeindeparlament      |
| Breil/Brigels   | 13    | Cussegl da vischnaunca |
| Chur            | 21    | Gemeinderat            |
| Davos           | 17    | Grosser Landrat        |
| Disentis/Mustér | 14    | Cussegl da vischnaunca |
| Domat/Ems       | 15    | Gemeinderat            |
| Grono           | 15    | Consiglio comunale     |
| Ilanz/Glion     | 25    | Parlament              |
| Klosters        | 15    | Gemeinderat            |
| Mesocco         | 21    | Consiglio comunale     |
| Poschiavo       | 16    | Giunta comunale        |
| Roveredo        | 21    | Consiglio comunale     |
| Samnaun         | 09    | Gemeinderat            |
| St. Moritz      | 17    | Gemeinderat            |
| Trun            | 15    | Cussegl da vischnaunca |
| Tujetsch        | 11    | Cussegl da vischnaunca |
| Vaz/Obervaz     | 15    | Gemeinderat            |

Einen sehr grossen Spielraum bei der rechtlichen Ausgestaltung ihrer Parlamente besitzen die Gemeinden im Kanton Graubünden. Das Gemeindegesetz vom 17. Oktober 2017 macht diesbezüglich nur wenige Vorgaben allgemeiner Art und überlässt die Regelung der Details weitestgehend den Gemeindeverfassungen. Daraus ergibt sich eine Vielzahl unterschiedlicher Befugnisse, Amtsdauern, Sitzzahlen und Bezeichnungen (auf Deutsch, Italienisch und Rätoromanisch). Allen Parlamenten gemeinsam ist, dass sie vergleichsweise klein sind (keines zählt mehr als 25 Sitze).
Diese Vielfalt ermöglicht einige ungewöhnliche Ansätze. In den Gemeinden St. Moritz und Trun existieren sowohl ein Parlament als auch eine Gemeindeversammlung, die zusammen die Legislative bilden und unterschiedliche Kompetenzen haben. In Breil/Brigels stellt das Parlament Anträge und macht Vorschläge, die dann von der Gemeindeversammlung genehmigt werden müssen.
Zwei Gemeinden machen besondere Vorgaben bei der Zusammensetzung des Parlaments. In Arosa entfallen sieben Sitze auf den gleichnamigen Hauptort, während sieben Sitze den im Jahr 2013 eingemeindeten Orten Calfreisen, Castiel, Langwies, Lüen, Molinis, Peist und St. Peter-Pagig vorbehalten sind. Ähnlich geht Ilanz/Glion vor, das 2014 ebenfalls aus einer Fusion hervorgegangen ist: Zehn Sitze entfallen auf die Stadt Ilanz, je zwei auf die Orte Castrisch, Rueun und Ruschein sowie je einer auf Duvin, Ladir, Luven, Pigniu, Pitasch, Riein, Schnaus, Sevgein und Siat. Das neunköpfige Parlament in Samnaun ist das kleinste der Schweiz.

### Jura
| Gemeinde    | Sitze | Bezeichnung      |
| ----------- | ----- | ---------------- |
| Delémont    | 41    | Conseil de ville |
| Haute-Sorne | 33    | Conseil général  |
| Les Bois    | 21    | Conseil général  |
| Porrentruy  | 41    | Conseil de ville |
| Val Terbi   | 23    | Conseil général  |

Mit den Gemeindeparlamenten im Kanton Jura befassen sich die Artikel 85 und 86 des Gemeindegesetzes (Loi sur les communes) vom 9. November 1978. Sie machen dabei nur allgemeine Vorgaben und überlassen den Gemeinden die Regelung der Details. Einzige zwingende Vorschrift ist jene, dass ein Parlament mindestens 21 Sitze zählen muss. In den Städten Delémont und Porrentruy gilt die Bezeichnung «Conseil de ville» (Stadtrat), in den drei übrigen Parlamentsgemeinden «Conseil général» (Generalrat).

### Luzern
| Gemeinde | Sitze | Bezeichnung      |
| -------- | ----- | ---------------- |
| Ebikon   | 30    | Einwohnerrat     |
| Emmen    | 40    | Einwohnerrat     |
| Horw     | 30    | Einwohnerrat     |
| Kriens   | 30    | Einwohnerrat     |
| Luzern   | 48    | Grosser Stadtrat |

Im Kanton Luzern regelt das Gemeindegesetz vom 4. Mai 2004 die Organisation der Gemeinden. Paragraf 12 legt fest, dass ein Parlament anstatt der Gemeindeversammlung eingeführt werden kann und dass es alle vier Jahre im Proporzverfahren gewählt werden muss. Paragraf 13 nennt nicht übertragbare Befugnisse und Geschäfte, die dem fakultativen Referendum unterstehen. Alle übrigen Vorgaben werden in den Gemeindeordnungen festgelegt. Die Parlamente heissen üblicherweise  «Einwohnerrat», in der Kantonshauptstadt Luzern «Grosser Stadtrat». Mit Ausnahme von Sursee besitzen seit 2024 alle Gemeinden mit mehr als 10'000 Einwohnern ein Parlament, da Ebikon erstmalig einen 30-köpfigen Einwohnerrat wählte.

### Neuenburg
Im Kanton Neuenburg regelt das Gemeindegesetz vom 21. Dezember 1964 (Loi sur les communes) die Rechte und Pflichten der Gemeinden. Artikel 14 schreibt für sämtliche Gemeinden zwingend einen «Conseil général» (Generalrat) vor, Gemeindeversammlungen gibt es keine. Artikel 25 setzt die Amtsdauer auf vier Jahre fest. Zwar macht das Gesetz keine Vorgaben bezüglich der Sitzzahl, doch richtet sich die Grösse des Parlaments nach der Einwohnerzahl und reicht von 11 bis 41 Sitzen. 
| Gemeinde           | Sitze |
| ------------------ | ----- |
| Boudry             | 41    |
| Brot-Plamboz       | 15    |
| Cornaux            | 25    |
| Cortaillod         | 41    |
| Cressier           | 29    |
| Enges              | 11    |
| Hauterive          | 31    |
| La Brévine         | 13    |
| La Chaux-de-Fonds  | 41    |
| La Chaux-du-Milieu | 13    |
| La Côte-aux-Fées   | 11    |
| La Grande Béroche  | 41    |
| La Sagne           | 19    |
| La Tène            | 41    |

| Gemeinde             | Sitze |
| -------------------- | ----- |
| Le Cerneux-Péquignot | 11    |
| Le Landeron          | 41    |
| Le Locle             | 41    |
| Les Planchettes      | 11    |
| Les Ponts-de-Martel  | 25    |
| Les Verrières        | 15    |
| Lignières            | 17    |
| Milvignes            | 41    |
| Neuchâtel            | 41    |
| Rochefort            | 23    |
| Saint-Blaise         | 41    |
| Val-de-Ruz           | 41    |
| Val-de-Travers       | 41    |

### Schaffhausen
| Gemeinde               | Sitze | Bezeichnung      |
| ---------------------- | ----- | ---------------- |
| Beringen               | 13    | Einwohnerrat     |
| Neuhausen am Rheinfall | 20    | Einwohnerrat     |
| Schaffhausen           | 36    | Grosser Stadtrat |
| Stein am Rhein         | 15    | Einwohnerrat     |
| Thayngen               | 15    | Einwohnerrat     |

Der Kanton Schaffhausen regelt die Gemeindeorganisation im Gemeindegesetz vom 17. August 1998. Dabei befassen sich die Artikel 39 bis 48 mit der «ordentlichen Organisation» für Gemeinden mit Parlament (abweichend von anderen Kantonen, in denen Parlamente «ausserordentlich» sind). Artikel 39 schreibt vor, dass ein Parlament mindestens zwölf Sitze aufweisen muss. Artikel 40 stellt es den Gemeinden frei, ihr Parlament im Proporz- oder Majorzverfahren zu wählen; von letzterer Möglichkeit macht nur Stein am Rhein Gebrauch. Gemäss Artikel 49 können Gemeinden unter 6000 Einwohnern in ihrer Gemeindeverfassung vorsehen, neben dem Einwohnerrat die Gemeindeversammlung beizubehalten, was aktuell jedoch nirgends der Fall ist.
Im Gemeindegesetz ist einheitlich von «Einwohnerrat» die Rede; die Kantonshauptstadt Schaffhausen weicht aber aus historischen Gründen davon ab und nennt ihr Parlament «Grosser Stadtrat». Die Gemeinde Neunkirch hat ihren Einwohnerrat im Jahr 2013 abgeschafft und ist zur Gemeindeversammlung zurückgekehrt.

### Solothurn
| Gemeinde | Sitze | Bezeichnung       |
| -------- | ----- | ----------------- |
| Olten    | 40    | Gemeindeparlament |

Die Paragrafen 77 bis 95 des Gemeindegesetzes vom 16. Februar 1992 regeln die «ausserordentliche Gemeindeorganisation» im Kanton Solothurn. § 91 erlaubt die Einführung eines Gemeindeparlaments mit mindestens 20 Mitgliedern, wobei bis heute nur die Stadt Olten von dieser Möglichkeit Gebrauch gemacht hat. Typisch für grössere Gemeinden ist eine Mischform, bei der neben der Gemeindeversammlung auch ein Gemeinderat besteht, der sowohl legislative als auch exekutive Funktionen ausübt. In solchen Fällen zählt der Gemeinderat ungewöhnlich viele Mitglieder: In Grenchen sind es beispielsweise 15, in der Kantonshauptstadt Solothurn sogar 30 (plus 15 Ersatzmitglieder).

### St. Gallen
| Gemeinde   | Sitze |
| ---------- | ----- |
| Gossau     | 30    |
| St. Gallen | 63    |
| Wil        | 40    |

Der Kanton St. Gallen kennt drei Parlamente auf lokaler Ebene, die alle als «Stadtparlament» bezeichnet werden. Mit deren Organisation befassen sich die Artikel 28 bis 52 des Gemeindegesetzes vom 21. April 2009, weshalb sie alle nach denselben Vorgaben funktionieren. In den Gemeindeordnungen wird lediglich die Anzahl der Sitze geregelt. Die St. Galler Gemeinden stehen Stadtparlamenten allgemein eher skeptisch gegenüber. Fünf der acht Gemeinden mit mehr als 10'000 Einwohnern haben weiterhin eine Gemeindeversammlung (dort «Bürgerversammlung» genannt). Die Stadt Rapperswil-Jona, 2007 aus der Fusion von Rapperswil und Jona entstanden, verzichtete auf ein Parlament. Dessen Einführung wurde 2015 von der Bürgerversammlung deutlich abgelehnt. Somit ist Rapperswil-Jona, das rund 27'000 Einwohner zählt, die bevölkerungsreichste Gemeinde der Schweiz ohne Parlament. Rorschach schaffte sein Parlament 2004 nach 95-jährigem Bestehen ab.

### Tessin
Im Kanton Tessin befasst sich das Gemeindeorganisationsgesetz vom 10. März 1987 (Legge organica comunale) mit den Gemeindeparlamenten, die einheitlich als «Consiglio comunale» (Gemeinderat) bezeichnet werden. Dabei machen die Artikel 42 bis 79 im Kapitel III genaue Verfahrensvorschriften, sodass die Arbeitsweise überall dieselbe ist. Artikel 42 legt fest, dass Gemeinden ab 300 Einwohnern ein Parlament einberufen können und dass die Parlamente in Gemeinden mit über 5000 Einwohnern mindestens 30 Sitze aufweisen müssen. Die kleinsten Parlamente zählen 15 Sitze, die grössten in Bellinzona, Lugano und Mendrisio je 60 Sitze. Nur vereinzelte Gemeinden, alle mit weniger als 1000 Einwohnern, halten an der Gemeindeversammlung fest.
| Gemeinde             | Sitze |
| -------------------- | ----- |
| Acquarossa           | 25    |
| Agno                 | 25    |
| Airolo               | 25    |
| Alto Malcantone      | 21    |
| Arbedo-Castione      | 25    |
| Arogno               | 21    |
| Ascona               | 35    |
| Avegno Gordevio      | 21    |
| Balerna              | 25    |
| Bedano               | 25    |
| Bedigliora           | 21    |
| Bellinzona           | 60    |
| Biasca               | 35    |
| Bioggio              | 30    |
| Bissone              | 20    |
| Blenio               | 29    |
| Bodio                | 21    |
| Breggia              | 25    |
| Brione sopra Minusio | 20    |
| Brissago             | 20    |
| Brusino Arsizio      | 20    |
| Cademario            | 25    |
| Cadempino            | 20    |
| Cadenazzo            | 25    |
| Canobbio             | 29    |
| Capriasca            | 35    |
| Caslano              | 25    |
| Castel San Pietro    | 30    |
| Centovalli           | 25    |
| Cevio                | 25    |
| Chiasso              | 45    |
| Coldrerio            | 25    |

| Gemeinde         | Sitze |
| ---------------- | ----- |
| Collina d’Oro    | 30    |
| Comano           | 21    |
| Cugnasco-Gerra   | 25    |
| Cureglia         | 25    |
| Curio            | 19    |
| Faido            | 33    |
| Gambarogno       | 30    |
| Giornico         | 25    |
| Gordola          | 30    |
| Grancia          | 15    |
| Gravesano        | 21    |
| Isone            | 17    |
| Lamone           | 25    |
| Lavertezzo       | 20    |
| Lavizzara        | 20    |
| Locarno          | 40    |
| Losone           | 35    |
| Lugano           | 60    |
| Lumino           | 25    |
| Maggia           | 30    |
| Magliaso         | 20    |
| Manno            | 25    |
| Massagno         | 30    |
| Melide           | 20    |
| Mendrisio        | 60    |
| Mezzovico-Vira   | 21    |
| Minusio          | 40    |
| Monteceneri      | 31    |
| Morbio Inferiore | 30    |
| Morcote          | 20    |
| Muralto          | 30    |
| Muzzano          | 21    |

| Gemeinde           | Sitze |
| ------------------ | ----- |
| Neggio             | 17    |
| Novaggio           | 21    |
| Novazzano          | 30    |
| Onsernone          | 18    |
| Origlio            | 25    |
| Orselina           | 20    |
| Paradiso           | 20    |
| Personico          | 20    |
| Pollegio           | 21    |
| Ponte Capriasca    | 21    |
| Porza              | 26    |
| Prato (Leventina)  | 15    |
| Pura               | 21    |
| Quinto             | 21    |
| Riva San Vitale    | 25    |
| Riviera            | 31    |
| Ronco sopra Ascona | 19    |
| Sant’Antonino      | 25    |
| Savosa             | 25    |
| Serravalle         | 25    |
| Sorengo            | 25    |
| Stabio             | 25    |
| Tenero-Contra      | 25    |
| Terre di Pedemonte | 25    |
| Torricella-Taverne | 30    |
| Tresa              | 25    |
| Vacallo            | 25    |
| Val Mara           | 29    |
| Vernate            | 15    |
| Verzasca           | 20    |
| Vezia              | 25    |

### Thurgau
| Gemeinde    | Sitze | Bezeichnung    |
| ----------- | ----- | -------------- |
| Arbon       | 30    | Stadtparlament |
| Frauenfeld  | 40    | Gemeinderat    |
| Kreuzlingen | 40    | Gemeinderat    |
| Weinfelden  | 30    | Stadtparlament |

Rechtliche Grundlage der Parlamente von Gemeinden im Kanton Thurgau ist das «Gesetz über die Gemeinden» vom 5. Mai 1999, genauer das Kapitel 2.2 mit den Paragrafen 14 bis 16. Das Gesetz schreibt lediglich vor, dass ein Parlament mindestens 20 Sitze aufweisen muss und überlässt die sonstige Ausgestaltung den Gemeindeordnungen. Die bestehenden Parlamente zählen entweder 30 oder 40 Mitglieder und werden «Gemeinderat» oder «Stadtparlament» genannt.

### Waadt
Der Kanton Waadt besitzt die mit Abstand grösste Zahl an Gemeindeparlamenten, und zwar in etwas mehr als der Hälfte aller Gemeinden. Ebenso sind über ein Drittel aller Schweizer Gemeindeparlamente in diesem Kanton zu finden. Ihre einheitliche Bezeichnung lautet «Conseil communal» (Gemeinderat). Rechtlich geregelt werden ihre Aufgaben und Zuständigkeiten im Gemeindegesetz vom 28. Februar 1956 (Loi sur les communes). Artikel 1a schreibt vor, dass jede Gemeinde mit mehr als 1000 Einwohnern zwingend ein Gemeindeparlament haben muss; unterhalb dieser Schwelle ist die Einführung freiwillig. Die Waadtländer Gemeindeparlamente sind überdurchschnittlich gross; Artikel 17 legt die Zahl der Sitze verbindlich fest: 25 bis 45 Sitze bei weniger als 1000 Einwohnern, 35 bis 70 Sitze zwischen 1001 und 5000 Einwohnern, 50 bis 85 Sitze zwischen 5001 und 10'000 Einwohnern sowie 70 bis 100 Sitze bei 10'001 oder mehr Einwohnern. Das Maximum von 100 Sitzen erreichen die Gemeinden Lausanne, Montreux, Morges, Nyon, Pully, Vevey und Yverdon-les-Bains.
| Gemeinde               | Sitze |
| ---------------------- | ----- |
| Aigle                  | 70    |
| Apples                 | 40    |
| Arzier-Le Muids        | 55    |
| Assens                 | 40    |
| Aubonne                | 55    |
| Avenches               | 55    |
| Ballaigues             | 35    |
| Bassins                | 40    |
| Baulmes                | 45    |
| Bavois                 | 35    |
| Begnins                | 40    |
| Belmont-sur-Lausanne   | 60    |
| Bercher                | 40    |
| Bex                    | 60    |
| Bière                  | 45    |
| Blonay – Saint-Légier  | 79    |
| Bogis-Bossey           | 40    |
| Borex                  | 35    |
| Bottens                | 45    |
| Bourg-en-Lavaux        | 60    |
| Buchillon              | 30    |
| Bullet                 | 30    |
| Bursins                | 35    |
| Bussigny               | 75    |
| Champagne              | 35    |
| Chardonne              | 50    |
| Château-d’Oex          | 60    |
| Chavannes-de-Bogis     | 40    |
| Chavannes-près-Renens  | 50    |
| Chavornay              | 60    |
| Cheseaux-sur-Lausanne  | 60    |
| Chéserex               | 40    |
| Chexbres               | 50    |
| Commugny               | 50    |
| Concise                | 35    |
| Coppet                 | 55    |
| Corbeyrier             | 30    |
| Corcelles-le-Jorat     | 40    |
| Corcelles-près-Payerne | 45    |
| Corseaux               | 45    |
| Corsier-sur-Vevey      | 60    |
| Cossonay               | 55    |
| Crans                  | 45    |
| Crassier               | 35    |
| Crissier               | 70    |
| Cudrefin               | 35    |
| Cugy                   | 55    |
| Daillens               | 45    |
| Denges                 | 40    |
| Duillier               | 45    |
| Echallens              | 60    |
| Echandens              | 60    |
| Echichens              | 50    |
| Eclépens               | 45    |

| Gemeinde               | Sitze |
| ---------------------- | ----- |
| Ecublens               | 75    |
| Epalinges              | 80    |
| Essertines-sur-Yverdon | 30    |
| Etagnières             | 35    |
| Etoy                   | 50    |
| Eysins                 | 40    |
| Faoug                  | 35    |
| Forel (Lavaux)         | 55    |
| Founex                 | 50    |
| Froideville            | 55    |
| Genolier               | 45    |
| Gilly                  | 35    |
| Gimel                  | 50    |
| Gingins                | 40    |
| Givrins                | 45    |
| Gland                  | 75    |
| Gollion                | 45    |
| Goumoëns               | 35    |
| Grandcour              | 30    |
| Grandson               | 50    |
| Gryon                  | 35    |
| Jongny                 | 45    |
| Jorat-Menthue          | 50    |
| Jorat-Mézières         | 55    |
| Jouxtens-Mézery        | 50    |
| L’Abbaye               | 40    |
| La Rippe               | 40    |
| La Sarraz              | 55    |
| La Tour-de-Peilz       | 85    |
| Lausanne               | 100   |
| Lavey-Morcles          | 30    |
| Lavigny                | 30    |
| Le Chenit              | 60    |
| Le Lieu                | 40    |
| Le Mont-sur-Lausanne   | 65    |
| Le Vaud                | 45    |
| Leysin                 | 45    |
| Lignerolle             | 25    |
| L’Isle                 | 45    |
| Lonay                  | 50    |
| Lucens                 | 50    |
| Lutry                  | 85    |
| Mies                   | 45    |
| Montagny-près-Yverdon  | 25    |
| Montanaire             | 60    |
| Montilliez             | 40    |
| Montreux               | 100   |
| Montricher             | 35    |
| Mont-sur-Rolle         | 45    |
| Morges                 | 100   |
| Morrens                | 35    |
| Moudon                 | 55    |
| Noville                | 35    |
| Nyon                   | 100   |

| Gemeinde                | Sitze |
| ----------------------- | ----- |
| Ollon                   | 70    |
| Orbe                    | 65    |
| Ormont-Dessous          | 35    |
| Ormont-Dessus           | 50    |
| Oron                    | 60    |
| Pampigny                | 45    |
| Paudex                  | 45    |
| Payerne                 | 70    |
| Penthalaz               | 50    |
| Penthaz                 | 45    |
| Perroy                  | 40    |
| Prangins                | 55    |
| Préverenges             | 65    |
| Prilly                  | 75    |
| Provence                | 25    |
| Puidoux                 | 60    |
| Pully                   | 100   |
| Renens                  | 80    |
| Roche                   | 45    |
| Rolle                   | 55    |
| Romanel-sur-Lausanne    | 55    |
| Rossinière              | 30    |
| Rougemont               | 35    |
| Saint-Barthélemy        | 35    |
| Saint-Cergue            | 50    |
| Saint-George            | 45    |
| Saint-Livres            | 30    |
| Saint-Prex              | 65    |
| Saint-Saphorin (Lavaux) | 30    |
| Saint-Sulpice           | 60    |
| Sainte-Croix            | 55    |
| Savigny                 | 60    |
| Servion                 | 50    |
| Sullens                 | 45    |
| Tannay                  | 40    |
| Tolochenaz              | 45    |
| Trélex                  | 45    |
| Treycovagnes            | 25    |
| Valbroye                | 55    |
| Vallorbe                | 50    |
| Vaulion                 | 28    |
| Vevey                   | 100   |
| Veytaux                 | 35    |
| Vich                    | 35    |
| Villars-le-Terroir      | 35    |
| Villeneuve              | 50    |
| Vuarrens                | 35    |
| Vucherens               | 30    |
| Vufflens-la-Ville       | 45    |
| Vully-les-Lacs          | 50    |
| Yens                    | 40    |
| Yverdon-les-Bains       | 100   |
| Yvonand                 | 50    |
| Yvorne                  | 35    |

### Wallis
| Gemeinde        | Sitze |
| --------------- | ----- |
| Ayent           | 30    |
| Collombey-Muraz | 45    |
| Conthey         | 30    |
| Fully           | 45    |
| Martigny        | 60    |
| Monthey         | 60    |
| Saint-Maurice   | 30    |
| Sierre          | 60    |
| Sion            | 60    |
| Val de Bagnes   | 60    |
| Vétroz          | 30    |

Gemeindeparlamente im Kanton Wallis beschränken sich auf den französischsprachigen Teil des Kantons, während es im deutschsprachigen Oberwallis bis heute ausschliesslich Gemeindeversammlungen gibt (hier «Urversammlung» bzw. «Assemblée primaire» genannt). Die Bezeichnung aller Parlamente lautet «Conseil général» (Generalrat), rechtlich einheitlich geregelt werden sie in den Artikeln 20 bis 32 des Gemeindegesetzes vom 5. Februar 2004. Während Artikel 20 allen Gemeinden mit mehr als 700 Einwohnern freiwillig die Wahl eines Generalrates ermöglicht, legt Artikel 21 verbindlich die Mindestanzahl der Sitze fest: 20 Sitze bis 1000 Einwohner, 30 Sitze bei 1001 bis 5000 Einwohnern, 45 Sitze bei 5001 bis 10'000 Einwohnern sowie 60 Sitze bei mehr als 10'000 Einwohnern. Maximal sind 80 Sitze möglich.

### Zug
| Gemeinde | Sitze | Bezeichnung         |
| -------- | ----- | ------------------- |
| Zug      | 40    | Grosser Gemeinderat |

Die Hauptstadt Zug ist bisher die einzige Gemeinde im Kanton Zug mit einem Parlament. Dort löste 1963 der «Grosse Gemeinderat» die Gemeindeversammlung als gesetzgebendes Organ ab. Rechtliche Grundlage ist das «Gesetz über die Organisation und die Verwaltung der Gemeinden» vom 4. September 1980, genauer das Kapitel 2.3 (Einwohnergemeinden mit Grossem Gemeinderat) mit den Paragrafen 104 bis 108. Dabei legt Artikel 104 eine Mindestgrösse von 20 Sitzen fest.

### Zürich
| Gemeinde          | Sitze | Bezeichnung         |
| ----------------- | ----- | ------------------- |
| Adliswil          | 36    | Grosser Gemeinderat |
| Bülach            | 28    | Gemeinderat         |
| Dietikon          | 36    | Gemeinderat         |
| Dübendorf         | 40    | Gemeinderat         |
| Illnau-Effretikon | 36    | Grosser Gemeinderat |
| Kloten            | 32    | Gemeinderat         |
| Opfikon           | 36    | Gemeinderat         |
| Schlieren         | 36    | Gemeindeparlament   |
| Uster             | 36    | Gemeinderat         |
| Wädenswil         | 35    | Gemeinderat         |
| Wetzikon          | 36    | Grosser Gemeinderat |
| Winterthur        | 60    | Grosser Gemeinderat |
| Zürich            | 125   | Gemeinderat         |

Im Kanton Zürich bildet das Gemeindegesetz vom 20. April 2015 die rechtliche Grundlage, genauer der 3. Abschnitt mit den Paragrafen 27 bis 37. Dabei legt § 27 fest, dass Gemeinden ein Parlament einführen können und dass die Zahl ihrer Mitglieder von der Gemeindeordnung bestimmt wird. Gemäss § 31 regelt jedes Parlament seine Organisation in einem Gemeindeerlass selbst. Beispielsweise sind die Städte Zürich und Winterthur in neun bzw. sechs Wahlkreise eingeteilt, in denen gemäss dem doppeltproportionalen Zuteilungsverfahren gewählt wird. Durchgesetzt haben sich die Bezeichnungen «Gemeinderat» und «Grosser Gemeinderat». Mit 125 Sitzen ist das Parlament in Zürich das grösste der Schweiz.
Das zuvor geltende Gemeindegesetz von 1926 schrieb vor, dass Zürich und Winterthur zwingend über ein Parlament verfügen müssen. Ausserdem waren Parlamente Gemeinden mit mehr als 2000 Einwohnern vorbehalten. Letztere Bestimmung entsprach aber kaum der politischen Realität, denn die Zürcher Gemeinden zeigten sich trotz eines sehr hohen Verstädterungsgrades bis heute zurückhaltend bei der Einführung von Parlamenten. Von den 30 Gemeinden mit mehr als 10'000 Einwohnern (2017) besitzen 17 weiterhin eine Gemeindeversammlung. Nach sieben erfolglosen Versuchen führte Wetzikon 2012 ein Parlament ein, 85 Jahre nach der ersten Abstimmung.

### Weitere Kantone
In den Kantonen Appenzell Innerrhoden, Glarus, Nidwalden, Obwalden, Schwyz und Uri gibt es keine Gemeindeparlamente. 2010 führte die im Rahmen der Glarner Gemeindereform entstandene Gemeinde Glarus Nord ein 50-köpfiges Gemeindeparlament ein, behielt die Gemeindeversammlung (dort «Bürgerversammlung» genannt) aber bei. Da beide Gremien zusammen als Legislative fungierten, kam es wiederholt zu Kompetenzstreitigkeiten. Schliesslich stimmte die Bürgerversammlung am 19. Juni 2015 mit deutlichem Mehr einer Motion zu, welche die Abschaffung des Gemeindeparlaments forderte. 2016 wurde diese Massnahme nach einer erfolgreichen Volksabstimmung vollzogen.